# Marko Sosič
Marko Sosič (ur. 22 grudnia 1958 w Trieście, zm. 3 lutego 2021 tamże) – słoweński pisarz i reżyser.
Urodził się i żył w Trieście. Studia ukończył w 1984 roku na Akademii Sztuki Teatralnej i Filmowej w Zagrzebiu na kierunku reżyseria. Po studiach pracował w słoweńskich i włoskich teatrach, gdzie w latach 1991–2005 pełnił funkcje dyrektora, kierownika artystycznego i reżysera m.in. Słoweńskiego Teatru Narodowego w mieście Nova Gorica. Pisał też scenariusze filmowe.
W Polsce wydany został fragment jego powieści Balerina, balerina.